# Plašće
Plašće (Servisch cyrillisch Плашће) is een plaats in de Servische gemeente Priboj. De plaats telt 85 inwoners (2002).